# هوغو دي فريس
هوغو ماري دا فريس (بالهولندية: Hugo de Vries)‏ (فبراير 16، 1848 - ماي 21، 1935) كان عالم نبات هولندي وأحد أوائل علماء الوراثة. وهو معروفُ بالأساس لاقتراحه لمفهوم الجينات، إعادة اكتشافه لقوانين الوراثة في سنوات ال-1890 عندما لم يكن يعلم عن أعمال غريغور مندل، ولإدخاله للمصطلح "طفرة"، وتطويره لنظرية طفور للتطور.

## سيرة حياته
ولد دي فريس في عام 1848، وهو الابن الأكبر لجيريت دي فريس (1818-1900)، وهو محامي ووشماس للطائفة المينوناتية في مدينة هارلم. لاحقاً أصبح رئيس وزراء هولندا من عام 1872 حتى 1874. وماريا إفراديان ريوفنس (1823-1914)، ابنة أستاذ في علم الآثار في جامعة ليدن. والده أصبح عضواً في مجلس الدولة الهولندي وذلك في عام 1862، ومن ثم انتقلت عائلتة إلى مدينة لاهاي. أظهر هوغو ومنذ سن مبكرة اهتماماً كبيراً في علم النبات، حيث فازت معشباتة بالعديد من الجوائز المدرسية في كل من هارلم ولاهاي.
في عام 1866، التحق هوغو بجامعة ليدن في تخصص علم النبات. كان متحمساً بشدة لدروس والنزهات التي يقوم بها العالم ويليام فريدريك سورينجار. أظهر تأثراً واهتماماً كبيراً بنظرية التطور لتشارلز داروين رغم تشكيكات سورينجار. كتب أطروحة حول تأثير الحرارة على جذور النبات، مضيفً عدة تصريحات من داروين لإثارة أستاذه، وتخرج في عام 1870.

## حياته المهنية
بعد فترة قصيرة قضاها في التدريس، غادر هوغو في سبتمبر من عام 1870 ليأخذ دروس في الكيمياء والفيزياء من جامعة هايدلبرغ وعمل في مختبر فيلهلم هوفمايستر. في الفصل الثاني من العام الدراسي انضم إلى مختبر المحترم يوليوس ساكس في فورتسبورغ وذلك لدراسة نمو النبات. من سبتمبر 1871 إلى 1875 قام بتدريس علم النبات، علم الحيوان والجيولوجيا في مدارس أمستردام. خلال الإجازات والعُطل، كان يعود لمختبر هايدلبرغ لمواصلة أبحاثة.
في عام 1875 عرضت وزارة الزراعة لبروسيا على دي فريس منصب أستاذ في الكلية الملكية للزراعة (والتي كانت وقتها قيد الإنشاء) في برلين. تحسباً لذلك، عاد إلى مدينة فورتسبورغ، حيث درس المحاصيل الزراعية بالتعاون مع ساكس. وفي عام 1877، كانت كلية برلين لاتزال مجرد خطة على الورق، تولى لفترة وجيزة منصب للتدريس في جامعة هاله. في نفس العام عُرض علية منصب محاضر في فسيولوجيا النبات في جامعة تأسست حديثاً في أمستردام. أصبح أستاذاً مساعداً في عام 1878 وأستاذ كرسي في عيد ميلاده من عام 1881، وكان ذلك جزئياً بهدف ثنية عن الانتقال إلى كلية برلين، والتي أفتتحت أخيراً تلك السنة. شغل دي فريس إلى جانب ذلك منصب أستاذ ومدير معهد وحديقة علم النبات في أمستردام بين عامي (1885-1918).

## نظرية الطفرة
في عصره، أشتهر دي فريس بنظريته للطفرة. في عام 1886 كان قد أكتشف أشكال جديدة بين أزهار الربيع المسائية والتي كانت تنمو بشكل جامح في حقل بطاطا مهجور قرب هيلفرسوم،  أخذ البذور من هناك وتبين له في مزارعة التجريبية ان الزهور تنتج أنواع جديدة; وقد أطلق مصطلح طفرة على تلك الاختلافات التي تظهر فجأة. في كتابة المنشور في مجلدين نظرية الطفرة (1900-1903) أفترض ان التطور، خصوصاً أصل الأنواع، قد يحدث بشكل أكثر تكرراً على نطاق واسع من التغيرات من تلك التي في التدرج الدارويني، يشير أساساً إلى شكل من أشكال التطور قافز. كانت نظرية دي فريس أحد المتنافسين الأساسيين لشرح كيفية عمل التطور، والتي أدت، على سبيل المثال، بتوماس مورغان لدراسة الطفرات في ذبابة الفاكهة، حتى أصبح التوليف التطوري الحديث هو النوذج السائد وذلك في حوالي 1930. الغريب في الأمر ان تلك التغيرات التي كانت تطرأ على زهرة الربيع المسائية كانت عبارة عن ازدواجية في الكروموسومات (تعدد الصيغ الصبغية)، في حين أن مصطلح الطفرة في الوقت الحالي يطلق عموماً على تلك التغيرات المنفصلة التي تحدث تسلسل الحمض النووي (DNA).
أخيراً، في محاضرة نشرت عام 1903 (Befruchtung und Bastardierung, Veit, Leipzig)، دي فريس أول من أقترح وقوع إعادة إتحاد بين الكروموسومات المتجانسة، والتي تعرف الآن بعملية انتقال الكروموسومات، وكان ذلك في خلال سنة من تورط الكروموسومات في الوراثة المندلية بواسطة والتر ساتون.

## التكريم والتقاعد
في مايو 1905، أنتخب دي فريس كعضو أجنبي في الجمعية الملكية. وفي عام 1910، انتخب ليصبح عضواً في الأكادمية الملكية السويدية للعلوم. حصل على ميدالية داروين في عام 1906 وميدالية ينيان عام 1929.
تقاعد في عام 1918 من جامعة أمستردام وأنعزل في ملكية الخاصة "De Boeckhorst" الواقعى في قرية لانتيرين حيث كان يملك حدائق تجارب كبيرة هناك. أستمر في دراساته حول الأشكال الجديدة حتى وفاته عام 1935.

## مؤلفاته
أشهر مؤلفاته هي:
- شمولية التخلق داخل الخلايا (1889)
- نظرية الطفرة German edition Bd. 1-2 (1901-03) الطبعة الإنجليزية المجلد 2 (1909-10) تم العثور عليها في 2009-08-20
- الأنواع والأصناف: أصلهم عن طريق الطفرة (1905)
- تربية النباتات (1907) الترجمة الألمانية (1908)

## روابط خارجية
- هوغو دي فريس على موقع الموسوعة البريطانية (الإنجليزية)
- هوغو دي فريس على موقع الموسوعة البريطانية (الإنجليزية)